# Pierce Butler
Pierce Butler (ur. 11 lipca 1744, zm. 15 lutego 1822) – amerykański polityk pochodzenia irlandzkiego. W latach 1789–1796 oraz 1802–1804 reprezentował stan Karolina Południowa w Senacie Stanów Zjednoczonych. Był również jednym z sygnatariuszy konstytucji Stanów Zjednoczonych.